# 토니 예보아
앤서니 "토니" 예보아(Anthony "Tony" Yeboah, 1966년 6월 6일, 가나 쿠마시 ~)는 가나의 전 축구 선수이다. 1990년대에 1. FC 자르브뤼켄, 아인트라흐트 프랑크푸르트, 리즈 유나이티드, 함부르거 SV에서 뛰어난 활약을 펼쳤으며, 현재는 가나의 축구 클럽 베험 첼시 (Bechem Chelsea)의 구단주를 맡고 있다.
분데스리가에서 활약하던 1992-93 시즌과 1993-94 시즌에는 각각 독일의 울프 키르스텐, 슈테판 쿤츠와 함께 공동 득점왕에 오른 바 있다.

## 수상 기록
- 가나 프리미어리그 득점왕: 2회:
  - 1986년
  - 1987년
- 독일 분데스리가 득점왕: 2회:
  - 1993년 (20골로 울프 키르스텐과 공동 득점왕)
  - 1994년 (18골로 슈테판 쿤츠와 공동 득점왕)